# Forlì
Forlì es una ciudad italiana de la región Emilia-Romaña, capital de la provincia de Forlì-Cesena. Tiene una población de 117 609 habitantes (ISTAT 2025). Es conocida por ser la patria de Melozzo da Forlí y por el magnífico campanario románico de la iglesia de San Mercuriale.

## Toponimia
El topónimo en italiano es Forlì ([forˈli]). En el dialecto local es Furlè.

## Historia
La localidad de Forlì se remonta a los tiempos de la Roma clásica, siendo un centro agrícola y comercial conocido como Forum Livii. La ciudad de Forlì fue fundada en 188 a. C. por el cónsul romano Cayo Livio Salinator, quien ganó el confrontamiento con Asdrúbal Barca en los bancos del río Metauro (207 a. C.). La ciudad antigua fue destruida en el 88 a. C. durante un confrontamiento de la guerra civil de Mario y Sila siendo luego reconstruida por el pretor Livius Clodius. Forum Livii (de la gens livius, o familia de los Levius) era una ciudad media de producción agrícola, presentando mercados sobre la Vía Emilia; era célebre por sus cerámicas de loza fina.

## Monumentos

### Casco antiguo
- La Plaza Mayor (Piazza Saffi)

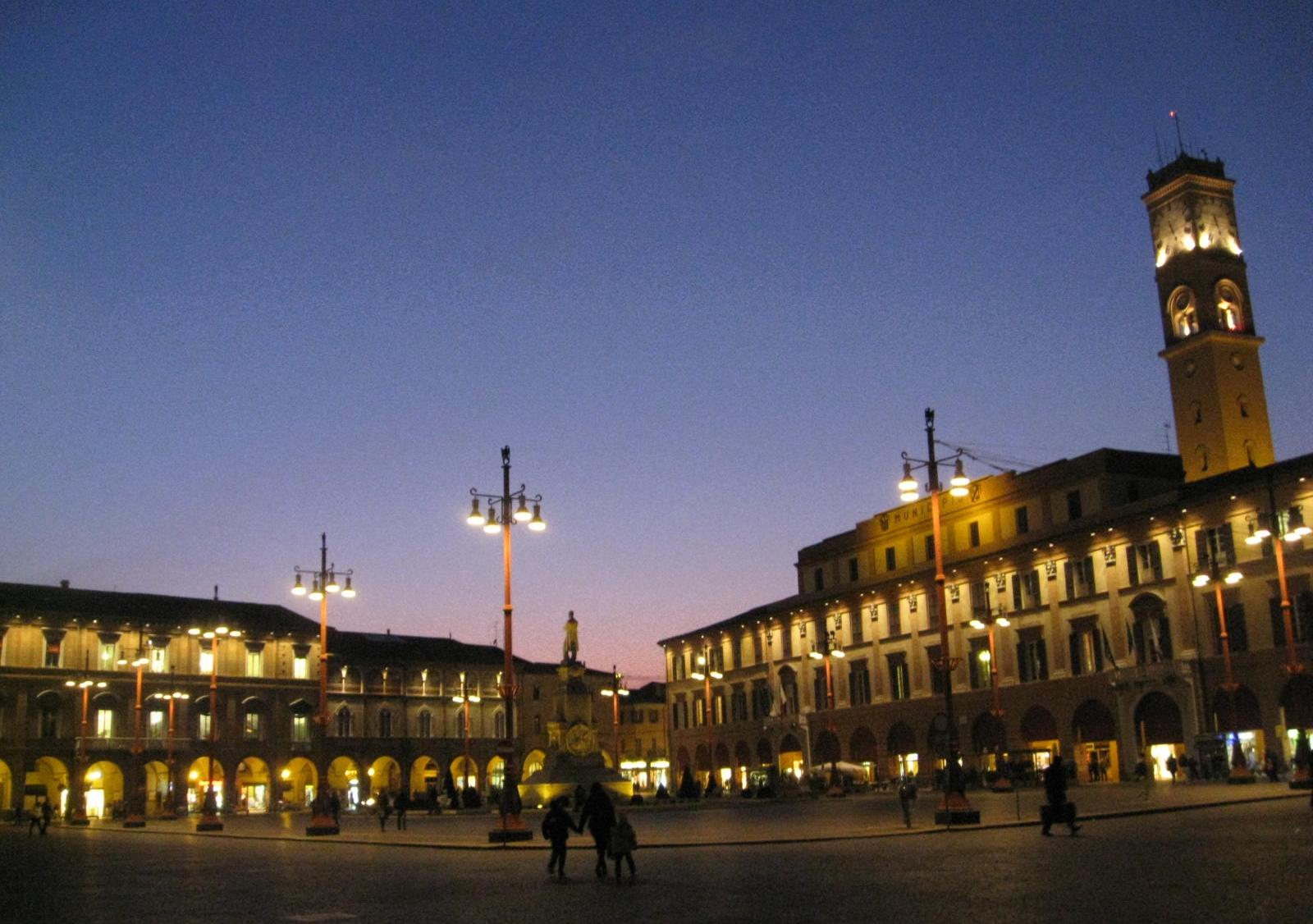
Piazza Saffi al atardecer

Mide unos 128 metros de largo y está dedicada a Aurelio Saffi, triunviro durante la República Romana y una de las personalidades símbolo de la ciudad. En el centro, se encuentra la estatua que lo representa, de época fascista. El lado oriental de la plaza Saffi está ocupado por el palacio de Correos, también de época fascista (1931-1932) construido por el artista Cesare Bazzani. En el lado oeste de la plaza Saffi, en cambio, se puede admirar el palacio Municipal, hoy sede del municipio. Esta obra se inició en el año 1000 y las obras de ampliación duraron hasta 1412, cuando llegó a ser palacio de los Ordelaffi, señores de Forlì y, por este motivo es muy importante para la ciudad. A lo largo de los siglos, el palacio Municipal fue retocado varias veces, la fachada actual es del año 1800. Hoy, dentro de este palacio se pueden observar los frescos del pintor Francesco Marzocchi. Detrás del palacio se ve la torre del reloj o Torre Cívica, destruida durante la retirada de los Alemanes durante la Segunda Guerra Mundial, y reconstruida entre 1975 y 1976. Por último, el Palacio Albertini: de época renacentista, se construyó entre los siglos XV y XVI. Por eso presenta particularidades de la arquitectura típica veneciana. Ahora es sede de exposiciones artísticas contemporáneas.
- Abazzia di San Mercuriale (También, Basiliaca di San Mercuriale)

La abadía fue construida en 1181 sobre las ruinas de una iglesia muy importante (se tienen noticias ya desde el siglo IV), dedicada a San Stefano, en honor del obispo de la ciudad, después de un incendio que destruyó la mitad de Forlì. El incendio, que tuvo lugar en 1173, fue causado por las luchas entre los Güelfos y los Gibelinos, dos grupos distintos que existían durante el Medioevo. El primero estaba a favor de la supremacía de la iglesia sobre la monarquía y el segundo en contra del papa. Ahora, lo que podemos ver es una iglesia de estilo románico lombardo.
Lo que se nota inmediatamente es el campanario, que parece mucho más alto de lo que es en realidad gracias al efecto óptico creado por las ventanas. Mide 75 m y cuando se construyó en el siglo XIII era una de las maravillas de Italia. Interesante es también la luneta colocada sobre la entrada que describe la Adoración de los Reyes Magos, atribuido al Maestro de los meses del Duomo de Ferrara de principios del siglo XIII y el claustro del 1400 que se abrió para poner en comunicación las dos plazas. Al fondo se encuentra el Tribunal, de época fascista. Dentro están las obras del famoso artista forlivés Marco Palmezzano y otros pero, la más conocida es la tumba de Bárbara Manfredi, de mediados del siglo XV. Esta mujer era la hija del señor de Faenza que la prometió como esposa a Pino degli Ordelaffi cuando solo tenía siete años. Pino tenía un hermano que intentó envenenarlo y este también lo intentó. Cecco, el hermano de Pino murió en la guerra, pero cuando Bárbara murió, todavía muy joven, su padre acusó a Pino del homicidio. Él para purgar su culpa ordenó la construcción de un precioso monumento.
- Cattedrale della Santa Croce (También, Duomo)

Aunque presenta un estilo neoclásico, la catedral de la Santa Cruz se empezó a construir en el siglo XII. En el siglo XV se la sometió a importantes obras de reestructuración. En 1619 se empezaron los trabajos de construcción de la capilla de la "Madonna del Fuoco" (la Virgen del Fuego). En la fachada podemos ver seis columnas gigantescas en ladrillo construidas en 1841. En 1944 los alemanes, retrocediendo, hicieron volar el campanario, que se reconstruyó más bajo en 1970. En el interior se pueden ver tres naves divididas por columnas, tres capillas por 
lado y un amplio presbiterio. Hay muchos frescos y lienzos interesantes en el interior como por ejemplo "La invención y reconocimiento de la Cruz" del pintor forlivés Pompeo Randi o el lienzo de Tagliaferri "San Giacomo y S. Domenico veneran la Sagrada Familia". En la capilla de la Virgen herida, construida por voluntad de Caterina Sforza, hay tres altares pintados al fresco y dosconfesionarios notables de origen barroco. En la capilla de la Virgen del Fuego, protectora de Forlì, hay un fresco en la fachada interior del arco de entrada, llamado "El milagro de la Virgen del fuego". En efecto, en 1428, durante la noche entre el miércoles 4 de febrero y el jueves 5, se produjo un incendio en la escuela pública de Forlì. Mientras el incendio destruía todo, mucha gente llegó y entre las llamas vieron a la "Virgen del Fuego". La Virgen era una imagen de papel sin timbres sostenida con una tabla de madera que se remonta al 1400. La Sagrada imagen estaba alrededor de la escuela cuando fue inaugurada en 1425, los alumnos se dirigían a esa plegaria y el sábado por la mañana cantaban elogios. Cuando las llamas se agotaron, de la escuela solo quedaron los muros y la tabla de madera con la Virgen y otras figuras representadas; todos gritaron al milagro. Hoy, en una zona adyacente a la iglesia está el tesoro de la Virgen del Fuego, donde está también el célebre estandarte de la Virgen del Fuego, pintado en 1688 por Felice Cignani. Hoy día, cada 4 de febrero desde la plaza Saffi hasta la plaza de la catedral, se instalan tenderetes de varios tipos, con comida y objetos, y todos compran el típico pan de la Virgen del Fuego, pan dulce y ovalado relleno con pasa de uva y semillas de anís. Esta fiesta tiene un valor simbólico y cultural desde 1428. En la plaza enfrente de la Catedral se encuentra una columna votiva de la Virgen.

### Arquitectura de época fascista
Forlì llegó a ser un centro urbano importante en la época de Benito Mussolini, siendo la "ciudad del Duce", con todas sus características simbólicas. Fue una época de restauraciones civiles que cambiaron totalmente el casco antiguo, empezando por Piazza Saffi, 1931. El Piazzale de la Vittoria es característico de la arquitectura fascista, así como el Viale della Libertà que conduce a al plaza y que se abre frente al monumento central cerca de la estación y de la estatua de Ícaro. 
- Ex construcción balilla

El edificio, puesto en la avenida de la Libertad, se componía de tres núcleos principales: el gimnasio, el cineteatro y la piscina. Se construyó gracias al dinero ofrecido por la Presidencia Obra Balilla, la provincia y el ayuntamiento de Forlì. El aparejador decidió utilizar el contraste entre el blanco y el rojo, y como se puede ver en la torre hay una escritura que es el juramento fascista pronunciado por los jóvenes Balilla. La piscina estaba cubierta pero fue destruida por problemas técnicos después de la Segunda Guerra Mundial. Ahora donde estaban la biblioteca, los dormitorios y la piscina hay un gimnasio. Este edificio, junto a los donde ahora se encuentran dos escuelas superiores y un colegio, tiene forma de «M» para representar la inicial de Mussolini.La característica de la arquitectura fascista es la racionalidad y el rigor, además cabe subrayar que todas las construcciones tienen ventanas muy grandes, porque para Mussolini los rayos del sol que pasaban por las ventanas reforzaban el físico de los alumnos. 
- Piazzale della Vittoria

La plaza fuera de Porta Cotogni tuvo este nombre (plaza de la victoria) después que, en 1928 se construyó un monumento en memoria de los caídos de todas las guerras, por un concurso nacional vencido por el arquitecto romano Cesare Buzzani. El monunmento es alto globalmente 30 metros, 22 solo por la columna dórica de piedra de Trani, que tiene en su cima una composición escultórica de bronce que representa la victoria en el tríplice campo: en cielo, en tierra y en agua, con las manos al cielo. Las tres figuras, que sostienen una llama, son obra del escultor Maniscalchi. En la base hay dos fuentes ornadas con bajorrelieves que representan los monumentos importantes de la vida de los héroes: el ataque, la defensa, el sacrificio y el triunfo. El chorro de agua es, en cambio, símbolo de la permanente vuelta de la victoria. El monumento se inauguró el 28 de octubre de 1932, décimo aniversario de la revolución fascista.
Llegando desde la avenida de la Victoria a la izquierda se puede admirar una estatua de Icaro, dedicada al hijo de Mussolini.
A la derecha, en cambio, se encuentran dos palacios gemelos, antes de que se construyeran, aquí estaba la aduana, por lo tanto ésta era la entrada principal de Forlì. Las construcciones parecen iguales pero tienen algunas diferencias en el interior y además por dificultades económicas se construyeron con estuco, el material que más se parece al mármol. Los balcones que están en la última planta se utilizaban para mirar manifestaciones y desfiles.

### Parques
- Parco della resistenza

El parque de la Resistencia nació dentro del proceso de valorización de un área llamada Porta Cotogni. El arquitecto Mirri eligió el modelo de jardín italiano en lugar del inglés porque era más adecuado al camino de los ciudadanos. El sistema de los bancos se apoya sobre una fuerte simetría. En el centro del parque se encuentran un obelisco y una fuente, para mantener la armonía Mirri puso también cuatro estatuas que representan las estaciones del año. La estructura originaria del parque fue cambiada varias veces hasta la intervención definitiva del arquitecto Santarelli. En época moderna el parque se amplió pero sin cambiar la parte histórica.
- Parco Urbano Franco Agosto

Es el parque más grande y más animado de la ciudad, está dedicado al primer alcalde después de la liberación. Se presenta como un inmenso césped poblado por muchos animales diferentes, interrumpido solo por algunas pequeñas colinas, canales artificiales y un estanque. Se encuentran también estructuras deportivas, áreas juego para los niños, un bar, un restaurante, un pub y una piadineria.

## Demografía
| Gráfica de evolución demográfica de Forlì entre 1861 y 2011 |
|                                                             |
| Fuente ISTAT - elaboración gráfica de Wikipedia             |

## Ciudades hermanadas
- Aveiro (Portugal)
- Bourges (Francia)
- Peterborough (Reino Unido)
- Szolnok (Hungría)
- Płock (Polonia)